# Les Alqueries
Les Alqueries (in catalano; ufficialmente Alquerías del Niño Perdido in spagnolo) è un comune spagnolo situato nella comunità autonoma valenciana.

## Amministrazione

### Gemellaggi
- Sassello (SV), dal 2002.